# Ramazan
Ramazan (arap. رمضان []) je deveti mesec u islamskom kalendaru. To je za islamske vernike sveti mesec, jer je u njemu počela objava Kurana, u mubarek noći Kadra. U toku ramazana islamskim vernicima je zabranjeno ratovanje, a strogo naređen post. U znak sećanja na Muhamedovo prvo otkrovenje, godišnje obeležavanje Ramazana smatra se jednim od pet stubova islama i traje dvadeset devet do trideset dana, od jednog viđenja polumeseca do sledećeg.
Post od zore do zalaska sunca je farz (obavezan) za sve odrasle muslimane koji nisu akutno ili hronično bolesni, putuju, stare osobe, doje, dijabetičari ili imaju menstruaciju. Predzorni obrok se naziva suhur, a noćna gozba kojom se prekida post naziva se iftar. Iako su izdate fetve u kojima se proglašava da muslimani koji žive u regionima sa ponoćnim suncem ili polarnom noći treba da prate smenu dana i noći Meke, uobičajena je praksa da se prate dnevne promene najbliže zemlje u kojoj se noć može razlikovati od dana.
Veruje se da se duhovne nagrade (sevap) posta umnožavaju tokom Ramazana. Shodno tome, tokom sati posta muslimani se uzdržavaju ne samo od hrane i pića, već i od duvanskih proizvoda, seksualnih odnosa i grešnog ponašanja, posvećujući se umesto toga namazu (molitvi) i proučavanje Kurana.

## Ramazanski post
Ramazanski post je treći od pet stubova Islama, (praktična dužnost muslimana). Za vreme Ramazana islamskim vernicima je od zore do zalaska sunca zabranjeno konzumiranje bilo kakve hrane, pića (uključujući i vodu), te seksualni odnosi i pušenje cigara. Od njih se takođe očekuje da što vernije slede učenje Muhameda, što uključuje i nastojanje oko boljih međuljudskih odnosa. Važnost se pridaje čistoći misli i dela. Po rečima Poslanika Muhameda, uz jelo i piće, ove stvari kvare post: laž, psovka, ogovaranje, kleveta i strastven pogled.
Ako se nešto u zaboravu pojede ili popije, to ne kvari post, uz uslov da vernik s time prestane čim se priseti da posti. S druge strane, ako se nemarom prilikom abdesta (obrednog pranja pred namaz) ili kupanja proguta samo kap vode, post je automatski pokvaren. Na taj način Islam razlikuje nepažnju od nemarnosti.
U Islamu su dela valjana ako se učine u ime Alaha pa je potrebno pre zore odlučiti da će se postiti (učiniti nijet) u ime Alaha.
Post se prekida u trenutku zalaska sunca. Taj dnevni obrok zove se iftar i dobro je delo organizovati iftar za prijatelje, rodbinu i sl. Tradicionalno se u iftar pribraja i jelo Harira. Zapisane su reči Poslanika Muhameda (prenosi ih Albani): „Ko nahrani postača imaće nagradu kao i onaj što je postio, a postaču nagrada neće biti umanjena.“
Neke grupe ljudi su ipak izuzete iz obaveze posta. To su deca pre puberteta i mentalno zaostale osobe.
Nekim grupama se dozvoljava odgoditi post:
1. ženama nakon poroda i u vreme mesečnice obvezne su odgoditi post (i sve druge islamske dužnosti) i nadoknaditi ga kasnije
2. putnicima
3. ratnicima
4. bolesnicima
5. onima koji ne mogu post izdržati zbog teških poslova
6. iznemoglima od starosti
7. ženama u trudnoći i dojenju ako ne mogu post izdržati.

Sve ove grupe dužne su kasnije kroz godinu nadoknaditi post dan za dan (da ne stigne sledeći ramazan,a da nisu napostili prethodni) ili nahraniti po jednog siromaha za svaki propušteni dan posta.
Tokom ramazana stavljen je naglasak na duhovnu higijenu – izbegavanje ružnih misli, reči i dela. Dakle, ramazanski post nije samo sustezanje od jela i pića već pokušaj oplemenjivanja ljudskih karaktera i osobnosti dodatnom strpljivošću, mirotvorstvom, suosećajnošću i dr.
Pre nego je muslimanima propisan post u mesecu ramazanu (a to je druga godina po Hidžri), Muhamed je preporučivao post u „tri desetine“: prvih deset dana meseca muharema, poslednjih deset dana ramazana te prvih deset dana meseca zul-hidždžeta po islamskom kalendaru.
Ramazanski post završava s krajem meseca ramazana, dakle, 1. shavala. Taj praznik se naziva Ramazanski bajram (arap. عيد الفطر Eid ul-Fitr). Tog se dana klanja poseban, tzv. Bajram-namaz te se posećuju preminuli rođaci na grobljima. Porodice razmenjuju darove i obilnim obrocima proslavljaju doček još jednog velikog muslimanskog praznika, Bajrama.
Koristi posta:
1. Post je vežba izdržljivosti, snage volje i vere. Musliman odlučuje postiti da bi ispunio obvezu prema Alahu i tako učvršćuje svoj karakter uskraćujući sebi ispunjenje osnovnih ljudskih potreba: za jelom i pićem.
2. Post je sredstvo promicanja solidarnosti sa onima koji su žedni i gladuju zbog siromaštva, a ne svojom voljom.
3. Post je u službi zdravlja. Smatra se da se uz post telo lakše očisti od nagomilanih štetnih stvari.

## Teravije i mukabele
Sunitski muslimani u ovom mesecu se mole uveče u džamijama dodatne molitve Taraveh (teravije) koje su do tri puta duže od dnevnih. Teravija namaz nije obavezan, već dobrovoljan. Takođe, njegova dužina nije fiksna nego je poželjno odužiti ga.
Ramazan je za muslimane svet po tome što se veruje da je u njemu započela objava Kurana poslaniku Muhamedu. Jedna od deset poslednjih noći ramazana (nije tačno naznačeno koja, ali muslimanski učenjaci pretpostavljaju da je 27.) naziva se Laylat-al Qadr, to je noć kada je Muhamed primio prve stihove (ajete) Kurana. Muslimani se trude tokom ramazana pročitaju čitav Kuran, po uzoru na Muhameda. Važno je, međutim, razumeti značenje pročitanog i njegova primena u svakodnevici. U toku ramazana u džamijama sunita organizuju se tzv. mukabele. To su službe na kojima jedan deo poznavatelja Kurana čita ili recituje, a ostali slušaju i na taj način uče.

## Sadekatul-fitr (ili zekatul-fitr)
Sadekatul-fitr je bajramski doprinos koji muslimani daju (u ime Alaha) siromasima krajem ramazana, pred Bajram. Najniži iznos sadekatul-fitra određuje se u najzastupljenijoj namirnici u određenoj zemlji npr. pšenici, ječmu, riži, datuljama i sl. Islamske zajednice to preračunavaju u novac jer je dopušteno dati protivvrednost u novcu u približnoj vrednosti jednodnevne ishrane za jednu osobu. Taj se doprinos daje da bi siromašni bili pošteđeni oskudice i traženja milostinje na Bajram.
Kome se daje sadekatul-fitr:
1. siromašnima, a među njima prednost imaju članovi šire porodice i susedi
2. za potrebe Islamske zajednice

Kome se ne može dati sadekatul-fitr:
1. imućnima (onima koji su i sami sposobni izdvojiti sadekatul- fitr)
2. rođacima po uzlaznoj i silaznoj lozi, dakle, roditeljima i njihovim roditeljima, deci, unucima

Uz sadekatul-fitr muslimani uobičajeno u mesecu ramazanu daju i zekat, čime ispunjavaju četvrtu praktičnu dužnost islama (četvrti od pet stubova islama).

## Literatura
- Goyṭayn, Šelomo D. (1966). Studies in Islamic history and institutions. Leiden, NL: E. J. Brill. стр. 95—96. ISBN 978-90-04-03006-0.
- Robinson, Neal (1999). Islam: A Concise Introduction. Washington: Georgetown University Press. ISBN 978-0-87840-224-3.
- Esposito, John Islam: The Straight Path, 3rd Rev Upd. .
- Clark, Malcolm (2003). Islam For Dummies (на језику: енглески). John Wiley & Sons. ISBN 978-0764555039.
- „The Umm al-Qura Calendar of Saudi Arabia”. Архивирано из оригинала 11. 6. 2011. г. Приступљено 7. 3. 2017.
- „Ramadan to start May 27 or May 28”. aljazeera.com/. Архивирано из оригинала 27. 4. 2017. г. Приступљено 27. 4. 2017.
- „Gregorian vs Hijri Calendar”. islamicfinder.org. Приступљено 2021-02-10.